# Зили
Зили (латыш. Zili, Muraškina-Zili) — деревня в России, в Гавровской волости Пыталовского района Псковской области.
Деревня расположена в 16 км к юго-востоку от города Пыталово.
C 1920 до 1944 гг. входила в состав Яунлатгальского (Абренского) уезда Латвии.

## Население
| 2001 | 2002 | 2010 |
| ---- | ---- | ---- |
| 90   | ↘58  | ↘42  |

Численность населения деревни к началу 2001 года составляла 90 жителей.

## История
До 3 июня 2010 года входила в состав Дубновской волости, упразднённой в пользу Гавровской.